# 한국전업예술가협회
한국전업예술가협회는(이하 예협)은 화가, 설치미술,공예,시문학,전시공연 등  예술현업에 종사하는 전업작가들의 모임으로 결성된 등록 비영리예술단체이며,  부설법인으로 서울창작예술센터와 경기창작예술센터, 강남예술센터를 두고 있다.

## 연혁
- 2005년 한국서양화작가회
- 2009년 3월  서울창작예술센터 설립
- 2008년 2월  경기창작예술센터 설립
- 2010년 9월  강남예술센터 설립
- 2010년 12월 : 비영리예술단체 한국전업예술가협회로 통합 등록(3개 부설법인 등록)
- 2011년  대중화프로젝트 (서울문화재단 정기공모 선정단체)
- 각종 박람회 전시회 아트마켓 주관단체

## 주요 사업
- 2010년 ~현재 서초예술시장 정기개최 주관단체(서초구청 후원)
- 2011년 서울문화재단 정기공모 선정단체
- 2012년 코엑스 패션페스티벌 아트마켓 주관단체(강남구/강남문화재단 후원)
- 2013년 롯데월드 아트마켓 프로그램 후원단체 (롯데월드 후원)
- 2013년  3월 킨텍스 핸드메이드 아트마켓 주관 (월드전람 후원)
- 2013년 10월 코엑스 패션페스티벌 아트마켓(강남문화재단)
- 2013년 10월 이태원 지구촌축제 아트마켓(용산구청 후원)